# エルモア郡 (アイダホ州)
エルモア郡（英: Elmore County）は、アメリカ合衆国アイダホ州の南西部に位置する郡である。2010年国勢調査での人口は27,038人であり、2000年の29,130人より7.2％減少した。郡庁所在地はマウンテンホーム市（人口14,206人）であり、同郡で人口最大の都市でもある。1889年2月7日に設立され、郡名は1860年代に地域最大の銀と金の生産者だったアイダ・エルモア鉱山に因んで名付けられた。
エルモア郡全体でマウンテンホーム小都市圏を構成している。

## 歴史
エルモア郡は1889年2月7日にロッキーバーを郡庁所在地として設立された。郡名は1860年代にオワイヒー郡シルバーシティ近くにあった地域最大の銀と金の鉱山だったアイダ・エルモア鉱山に因んで名付けられた。
オレゴン・トレイルがエルモア郡内にあるグレンズフェリー近くスリーアイランド・クロッシングでスネーク川を横切っていた。陸路駅馬車道の駅で当初はラトルスネークと名付けられていたものが鉄道線の西に動かされ、マウンテンホーム市となった。1891年2月4日、郡庁所在地はマウンテンホームに移された。
後にマウンテンホーム空軍基地となるものの建設が1942年10月に、マウンテンホームの南西12マイル (19 km) の位置で始まった。この基地は公式には1943年に爆撃機の訓練基地として開設され、1965年までは戦略航空軍団の作戦基地だった。1966年に現在では航空戦闘軍団となっている戦術航空軍団の戦闘機基地となった。
ボイシ川南支流沿いマウンテンホームの東にアンダーソンランチ・ダムがある。1950年に完成したときは世界でも最も落差の大きいフィルダムだった。

## 地理
アメリカ合衆国国勢調査局に拠れば、郡域全面積は3100.51平方マイル (8,030.3 km2)であり、このうち陸地は3077.57平方マイル (7,970.9 km2)、水域は22.93平方マイル (59.4 km2)で水域率は0.74％である。エルモア郡最高地点は郡の北東隅、ソートゥース原生地にある標高10,651フィート (3,246 m) のスノーサイド峰である。最低地点は郡の南西隅、スネーク川岸であり、標高は約2,500フィート (762 m) に満たない。

### 隣接する郡

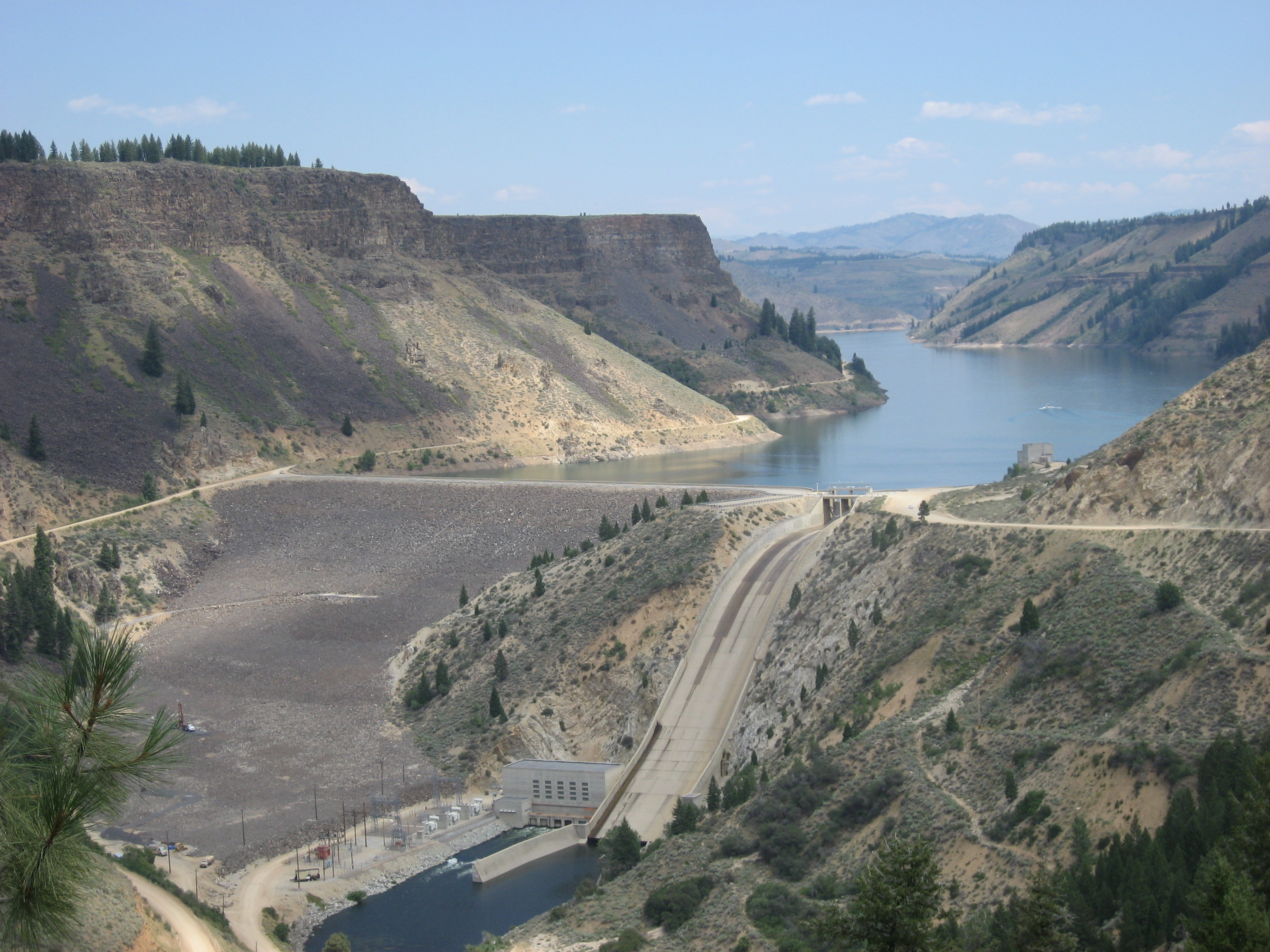
アンダーソンランチ・ダム

- ボイシ郡 - 北
- エイダ郡 - 西
- オワイヒー郡 - 南
- ツインフォールズ郡 - 南東
- グッディング郡 - 東
- キャマス郡 - 東
- ブレイン郡 - 北東

### 国立保護地域
- ボイシ国立の森（部分）
- ソートゥース国立の森（部分）
- ソートゥース国立レクリエーション地域（部分）
  - ソートゥース原生地（部分）
- スネーク川猛禽類国立保存地域（部分）

### 高規格道路

ソートゥース国立の森

| - - 州間高速道路西84号線 - - アメリカ国道20号線 - - アメリカ国道26号線 - - アメリカ国道30号線 | - - アイダホ州道51号線 - - アイダホ州道67号線 |

## 人口動態
以下は2000年の国勢調査による人口統計データである。
| 基礎データ - 人口: 29,130人 - 世帯数: 9,092 世帯 - 家族数: 6,846 家族 - 人口密度: 4人/km2（10人/mi2） - 住居数: 10,527軒 - 住居密度: 1軒/km2（3/mi2） 人種別人口構成 - 白人: 85.37% - アフリカン・アメリカン: 3.25% - ネイティブ・アメリカン: 0.89% - アジア人: 1.66% - 太平洋諸島系: 0.19% - その他の人種: 5.39% - 混血: 3.25% - ヒスパニック・ラテン系: 11.99% 先祖による構成 - ドイツ系：16.8％ - イギリス系：12.0％ - アメリカ人：9.2％ - アイルランド系：8.3％ | 年齢別人口構成 - 18歳未満: 28.0% - 18-24歳: 13.9% - 25-44歳: 36.0% - 45-64歳: 15.0% - 65歳以上: 7.1% - 年齢の中央値: 29歳 - 性比（女性100人あたり男性の人口） - 総人口: 123.2 - 18歳以上: 130.6 世帯と家族（対世帯数） - 18歳未満の子供がいる: 43.0% - 結婚・同居している夫婦: 64.1% - 未婚・離婚・死別女性が世帯主: 7.5% - 非家族世帯: 24.7% - 単身世帯: 20.7% - 65歳以上の老人1人暮らし: 6.4% - 平均構成人数 - 世帯: 2.76人 - 家族: 3.21人 収入と家計 - 収入の中央値 - 世帯: 35,256米ドル - 家族: 37,823米ドル - 性別 - 男性: 26,248米ドル - 女性: 21,309米ドル - 人口1人あたり収入: 16,773米ドル - 貧困線以下 - 対人口: 11.2% - 対家族数: 8.8% - 18歳未満: 15.0% - 65歳以上: 10.8% |

## 都市と町

### 都市
- グレンズフェリー
- マウンテンホーム - 郡庁所在地

### 国勢調査指定地域
- マウンテンホーム空軍基地

### 未編入の町
- アトランタ
- フェザービル
- パイン
- ロッキーバー - ゴーストタウン